# パティ・スミス:ドリーム・オブ・ライフ
『パティ・スミス：ドリーム・オブ・ライフ』はパンクの女王パティ・スミスに11年間密着して撮影され、写真家のスティーヴン・セブリングが監督した2008年発表のドキュメンタリー映画。上映時間109分。
ベルリン国際映画祭で発表され、2008年のサンダンス映画祭ではベスト・シネマトグラフィ賞を受賞した。2010年1月にはPBSの『P.O.V.』での放映が予定されている。

## 出演
- パティ・スミス - ボーカル、クラリネット
- レニー・ケイ - ギター
- オリヴァー・レイ - ギター
- トニー・シャナハン - ベース、ボーカル
- フリー
- マイケル・スタイプ
- サム・シェパード
- トム・ヴァーレイン
- フィリップ・グラス